# Zlatko Saračević
Zlatan "Zlatko" Saračević" , jugoslovanski (hrvaški) rokometaš, * 5. julij 1961, Banja Luka, † 21. februar 2021, Koprivnica.
Leta 1988 je na poletnih olimpijskih igrah v Seulu v sestavi jugoslovanske rokometne reprezentance osvojil bronasto olimpijsko medaljo.
Čez osem let je s hrvaško reprezentanco osvojil zlato olimpijsko medaljo.
Umrl je 22. februarja 2021 na poti domov s tekme zaradi srčnega zastoja.